# Serie B 2009-2010 (rugby a 15)
La serie B di rugby a 15 2009-10 ha visto la partecipazione di 48 squadre divise in quattro gironi.
Le squadre si sono affrontate durante la stagione regolare in gironi all'italiana da 12 squadre ciascuno con partite di andata e ritorno. Al termine di essi le prime due classificate per ciascun raggruppamento hanno disputato i play-off con incontri di andata e ritorno, da cui sono uscite le quattro formazioni promosse nella serie A2, mentre le ultime due classificate sono retrocesse in serie C.
Ha fatto eccezione a questo meccanismo il girone B nel quale il Romagna, arrivato secondo in classifica al termine della stagione regolare, è stato escluso dai play-off in quanto non in regola con i criteri di obbligatorietà richiesti. Al suo posto si è qualificato il Reggio Emilia giunto terzo.

## Squadre partecipanti

### Girone A
- Alessandria
- Amatori Capoterra
- Bassa Bresciana
- Biella
- CUS Genova
- Grande Milano
- Lecco
- Lumezzane
- Ospitaletto
- Parabiago
- Sondrio
- Varese

### Girone B
- Bolognese
- Capitolina
- CUS Perugia
- Firenze RC
- Lions Amaranto
- Mantova
- Modena
- Pesaro
- Reggio Emilia
- Romagna
- Vasari Arezzo
- Viterbo

### Girone C
- Bassano
- Belluno
- Casale
- CUS Padova
- Feltre
- Montebelluna
- Paese
- Roccia Rubano
- Tarvisium
- Valpolicella
- Valsugana
- Villadose

### Girone D
- Amatori Napoli
- Avezzano
- Avezzano Accademia
- Colleferro
- CUS Roma
- Frascati
- Milazzo
- Palermo
- Partenope
- Primavera
- Segni
- Trepuzzi

## Stagione regolare

### Girone A
| 4-10-2009 | 1ª/12ª giornata             | 17-1-2010 |
| --------- | --------------------------- | --------- |
| 8-15      | Varese - CUS Genova         | 11-32     |
| 31-13     | Bassa Bresciana - Parabiago | 26-15     |
| 7-29      | Biella - Sondrio            | 5-21      |
| 25-12     | Grande Milano - Ospitaletto | 36-19     |
| 33-5      | Amatori Capoterra - Lecco   | 3-51      |
| 21-15     | Alessandria - Lumezzane     | 0-58      |

| 25-10-2009 | 4ª/15ª giornata                 | 21-2-2010 |
| ---------- | ------------------------------- | --------- |
| 35-29      | Lecco - Varese                  | 38-5      |
| 13-20      | Ospitaletto - CUS Genova        | 0-92      |
| 46-5       | Am. Capoterra - Bassa Bresciana | 45-26     |
| 30-3       | Lumezzane - Biella              | 15-22     |
| 24-21      | Parabiago - Alessandria         | 25-26     |
| 11-10      | Sondrio - Grande Milano         | 12-32     |

| 29-11-2009 | 7ª/18ª giornata               | 11-4-2010 |
| ---------- | ----------------------------- | --------- |
| 12-7       | Varese - Bassa Bresciana      | 30-19     |
| 31-71      | CUS Genova - Parabiago        | 27-21     |
| 12-29      | Alessandria - Biella          | 10-10     |
| 39-3       | Grande Milano - Am. Capoterra | 29-21     |
| 20-5       | Lecco - Lumezzane             | 22-20     |
| 8-20       | Ospitaletto - Sondrio         | 22-26     |

| 20-12-2009 | 10ª/21ª giornata              | 2-5-2010 |
| ---------- | ----------------------------- | -------- |
| 10-0       | Alessandria - Varese          | 20-11    |
| 21-19      | Grande Milano - CUS Genova    | 15-19    |
| 20-22      | Bassa Bresciana - Ospitaletto | 17-6     |
| 6-3        | Biella - Lecco                | 10-22    |
| 42-5       | Amatori Capoterra - Parabiago | 37-7     |
| 10-15      | Lumezzane - Sondrio           | 13-27    |

| 11-10-2009 | 2ª/13ª giornata               | 24-1-2010 |
| ---------- | ----------------------------- | --------- |
| 42-8       | Sondrio - Varese              | 33-19     |
| 30-0       | CUS Genova - Bassa Bresciana  | 31-11     |
| 20-29      | Parabiago - Biella            | 7-40      |
| 10-27      | Lecco - Grande Milano         | 19-48     |
| 25-20      | Ospitaletto - Alessandria     | 3-22      |
| 12-28      | Lumezzane - Amatori Capoterra | 14-29     |

| 1-11-2009 | 5ª/16ª giornata                 | 7-3-2010 |
| --------- | ------------------------------- | -------- |
| 31-23     | Varese - Parabiago              | 8-19     |
| 15-11     | CUS Genova - Sondrio            | 20-19    |
| 20-25     | Bassa Bresciana - Biella        | 19-22    |
| 34-25     | Grande Milano - Lumezzane       | 17-8     |
| 23-29     | Alessandria - Amatori Capoterra | 5-27     |
| 35-15     | Lecco - Ospitaletto             | 8-7      |

| 6-12-2009 | 8ª/19ª giornata                 | 18-4-2010 |
| --------- | ------------------------------- | --------- |
| 16-22     | Lumezzane - Rugby Varese        | 12-17     |
| 7-22      | Alessandria - CUS Genova        | 16-35     |
| 0-66      | Bassa Bresciana - Grande Milano | 5-55      |
| 16-22     | Biella - Ospitaletto            | 3-10      |
| 5-22      | Parabiago - Lecco               | 10-52     |
| 27-34     | Amatori Capoterra - Sondrio     | -         |

| 10-1-2010 | 11ª/22ª giornata                | 9-5-2010 |
| --------- | ------------------------------- | -------- |
| 0-34      | Varese - Grande Milano          | 5-22     |
| 43-5      | CUS Genova - Biella             | 21-13    |
| 31-5      | Sondrio - Bassa Bresciana       | 17-26    |
| 10-23     | Parabiago - Lumezzane           | 25-27    |
| 25-12     | Lecco - Alessandria             | 34-17    |
| 9-14      | Ospitaletto - Amatori Capoterra | 8-48     |

| 18-10-2009 | 3ª/14ª giornata             | 31-1-2010 |
| ---------- | --------------------------- | --------- |
| 51-8       | Varese - Ospitaletto        | 7-19      |
| 29-5       | CUS Genova - Lecco          | 20-5      |
| 5-6        | Bassa Bresciana - Lumezzane | 13-19     |
| 34-38      | Biella - Amatori Capoterra  | 20-17     |
| 39-10      | Grande Milano - Parabiago   | 55-10     |
| 8-24       | Alessandria - Sondrio       | 17-36     |

| 8-11-2009 | 6ª/17ª giornata               | 28-3-2010 |
| --------- | ----------------------------- | --------- |
| 26-7      | Amatori Capoterra - Varese    | 26-33     |
| 7-55      | Lumezzane - CUS Genova        | -         |
| 32-19     | Bassa Bresciana - Alessandria | 12-29     |
| 6-42      | Biella - Grande Milano        | 15-43     |
| 19-11     | Parabiago - Ospitaletto       | 25-30     |
| 20-6      | Sondrio - Lecco               | 10-20     |

| 13-12-2009 | 9ª/20ª giornata                | 25-4-2010 |
| ---------- | ------------------------------ | --------- |
| 13-20      | Varese - Biella                | 14-33     |
| 38-15      | CUS Genova - Amatori Capoterra | 13-15     |
| 32-6       | Lecco - Bassa Bresciana        | 31-22     |
| 52-14      | Sondrio - Parabiago            | 31-17     |
| 48-17      | Grande Milano - Alessandria    | 58-3      |
| 6-9        | Ospitaletto - Lumezzane        | 16-8      |

#### Classifica
|  |     | Squadra           | G  | V  | N | P  | PF  | PS  | P±   | B  | Pt |
|  | --- | ----------------- | -- | -- | - | -- | --- | --- | ---- | -- | -- |
|  | 1.  | Grande Milano     | 22 | 20 | 0 | 2  | 795 | 249 | 546  | 17 | 97 |
|  | 2.  | CUS Genova        | 21 | 19 | 0 | 2  | 627 | 235 | 392  | 14 | 90 |
|  | 3.  | Sondrio           | 21 | 16 | 0 | 5  | 521 | 309 | 212  | 13 | 77 |
|  | 4.  | Amatori Capoterra | 21 | 14 | 0 | 7  | 569 | 417 | 152  | 16 | 72 |
|  | 5.  | Lecco             | 22 | 15 | 0 | 7  | 500 | 359 | 141  | 10 | 70 |
|  | 6.  | Biella            | 22 | 10 | 1 | 11 | 373 | 471 | −98  | 9  | 51 |
|  | 7.  | Varese            | 22 | 7  | 0 | 15 | 341 | 509 | −168 | 8  | 36 |
|  | 8.  | Lumezzane         | 21 | 7  | 0 | 14 | 352 | 407 | −55  | 6  | 34 |
|  | 9.  | Ospitaletto       | 22 | 7  | 0 | 15 | 291 | 541 | −250 | 8  | 36 |
|  | 10. | Alessandria       | 22 | 6  | 1 | 15 | 335 | 582 | −247 | 7  | 33 |
|  | 11. | Bassa Bresciana   | 22 | 5  | 0 | 17 | 327 | 602 | −275 | 12 | 32 |
|  | 12. | Parabiago         | 22 | 3  | 0 | 19 | 341 | 691 | −350 | 3  | 15 |

### Girone B
| 4-10-2009 | 1ª/12ª giornata         | 17-1-2010 |
| --------- | ----------------------- | --------- |
| 45-3      | Romagna RFC - Arezzo    | 29-8      |
| 11-21     | Capitolina - Modena     | 3-20      |
| 0-39      | Firenze - CUS Perugia   | 13-39     |
| 29-25     | Bolognese - Viterbo     | 13-11     |
| 3-23      | Mantova - Reggio        | 12-5      |
| 6-3       | Pesaro - Lyons Piacenza | 10-30     |

| 25-10-2009 | 4ª/15ª giornata              | 21-2-2010 |
| ---------- | ---------------------------- | --------- |
| 17-32      | Lyons Piacenza - Romagna RFC | 5-43      |
| 19-11      | Viterbo - Arezzo             | 12-19     |
| 22-18      | Pesaro - Capitolina          | 3-64      |
| 48-3       | Reggio - Firenze             | 46-5      |
| 47-17      | Modena - Mantova             | 20-9      |
| 14-13      | CUS Perugia - Bolognese      | 0-12      |

| 29-11-2009 | 7ª/18ª giornata          | 11-4-2010 |
| ---------- | ------------------------ | --------- |
| 16-10      | Romagna RFC - Capitolina | 18-5      |
| 7-58       | Arezzo - Modena          | 5-37      |
| 34-0       | Mantova - Firenze        | 27-13     |
| 15-8       | Bolognese - Pesaro       | 14-9      |
| 19-23      | Lyons Piacenza - Reggio  | 3-67      |
| 6-6        | Viterbo - CUS Perugia    | 6-10      |

| 20-12-2009 | 10ª/21ª giornata         | 2-5-2010 |
| ---------- | ------------------------ | -------- |
| 14-18      | Mantova - Romagna RFC    | 6-11     |
| 23-13      | Bolognese - Arezzo       | 20-21    |
| 27-0       | Capitolina - Viterbo     | 10-8     |
| 17-16      | Firenze - Lyons Piacenza | 3-24     |
| 0-24       | Pesaro - Modena          | 0-74     |
| 44-6       | Reggio - CUS Perugia     | 18-15    |

| 11-10-2009 | 2ª/13ª giornata            | 24-1-2010 |
| ---------- | -------------------------- | --------- |
| 5-6        | CUS Perugia - Romagna RFC  | 10-35     |
| 25-0       | Arezzo - Capitolina        | 10-29     |
| 86-5       | Modena - Firenze           | 112-0     |
| 14-13      | Lyons Piacenza - Bolognese | 3-15      |
| 3-30       | Viterbo - Mantova          | 13-37     |
| 33-7       | Reggio - Pesaro            | 15-3      |

| 1-11-2009 | 5ª/16ª giornata          | 7-3-2010 |
| --------- | ------------------------ | -------- |
| 18-18     | Romagna RFC - Modena     | 6-11     |
| 32-20     | Arezzo - CUS Perugia     | 17-30    |
| 36-12     | Capitolina - Firenze     | 27-5     |
| 20-24     | Bolognese - Reggio       | 8-25     |
| 15-3      | Mantova - Pesaro         | 27-11    |
| 10-6      | Lyons Piacenza - Viterbo | 5-11     |

| 6-12-2009 | 8ª/19ª giornata        | 18-4-2010 |
| --------- | ---------------------- | --------- |
| 22-24     | Reggio - Romagna RFC   | 42-22     |
| 30-16     | Mantova - Arezzo       | 28-32     |
| 40-10     | Capitolina - Bolognese | 17-10     |
| 27-14     | Firenze - Viterbo      | 5-40      |
| 28-0      | Modena - Piacenza      | 38-10     |
| 19-5      | Pesaro - CUS Perugia   | 19-25     |

| 10-1-2010 | 11ª/22ª giornata         | 9-5-2010 |
| --------- | ------------------------ | -------- |
| 36-3      | Romagna RFC - Bolognese  | 38-8     |
| 31-0      | Arezzo - Firenze         | 5-18     |
| 11-16     | CUS Perugia - Capitolina | 11-17    |
| 20-3      | Modena - Reggio          | 19-8     |
| 0-60      | Lyons Piacenza - Mantova | 11-18    |
| 13-16     | Viterbo - Pesaro         | 27-5     |

| 18-10-2009 | 3ª/14ª giornata         | 31-1-2010     |
| ---------- | ----------------------- | ------------- |
| 62-0       | Romagna RFC - Viterbo   | 8-6           |
| 19-3       | Arezzo - Lyons Piacenza | 14-11         |
| 10-11      | Capitolina - Reggio     | 0-20 (a tav.) |
| 15-40      | Firenze - Pesaro        | 3-45          |
| 10-31      | Bolognese - Modena      | 0-55          |
| 53-5       | Mantova - CUS Perugia   | 14-26         |

| 8-11-2009 | 6ª/17ª giornata              | 28-3-2010 |
| --------- | ---------------------------- | --------- |
| 15-21     | Pesaro - Romagna RFC         | 12-49     |
| 29-0      | Reggio - Arezzo              | 25-5      |
| 24-9      | Capitolina - Mantova         | 24-18     |
| 5-22      | Firenze - Bolognese          | 17-31     |
| 48-7      | Modena - Viterbo             | 41-6      |
| 29-7      | CUS Perugia - Lyons Piacenza | 28-20     |

| 13-12-2009 | 9ª/20ª giornata             | 25-4-2010 |
| ---------- | --------------------------- | --------- |
| 45-12      | Romagna RFC - Firenze       | 35-0      |
| 15-18      | Arezzo - Pesaro             | 10-16     |
| 5-38       | Lyons Piacenza - Capitolina | 14-53     |
| 0-36       | CUS Perugia - Modena        | 0-72      |
| 3-24       | Bolognese - Mantova         | 3-42      |
| 7-20       | Viterbo - Reggio            | 3-38      |

#### Classifica
|  |     | Squadra        | G  | V  | N | P  | PF  | PS  | P±   | B  | Pt  |
|  | --- | -------------- | -- | -- | - | -- | --- | --- | ---- | -- | --- |
|  | 1.  | Modena         | 22 | 21 | 1 | 0  | 916 | 125 | 791  | 15 | 101 |
|  | 2.  | Romagna        | 22 | 19 | 1 | 2  | 617 | 232 | 385  | 13 | 91  |
|  | 3.  | Reggio Emilia  | 22 | 18 | 0 | 4  | 589 | 214 | 375  | 14 | 86  |
|  | 4.  | Capitolina     | 22 | 14 | 0 | 8  | 479 | 279 | 200  | 8  | 64  |
|  | 5.  | Mantova        | 22 | 13 | 0 | 9  | 527 | 311 | 216  | 10 | 62  |
|  | 6.  | CUS Perugia    | 22 | 9  | 1 | 12 | 334 | 475 | −141 | 7  | 45  |
|  | 7.  | Bolognese      | 22 | 9  | 0 | 13 | 295 | 472 | −177 | 8  | 44  |
|  | 8.  | Pesaro         | 22 | 8  | 0 | 14 | 287 | 515 | −228 | 6  | 38  |
|  | 9.  | Vasari Arezzo  | 22 | 8  | 0 | 14 | 318 | 500 | −182 | 5  | 37  |
|  | 10. | Lions Amaranto | 22 | 4  | 0 | 18 | 230 | 571 | −341 | 8  | 24  |
|  | 11. | Viterbo        | 22 | 4  | 1 | 17 | 243 | 477 | −234 | 5  | 23  |
|  | 12. | Firenze RC     | 22 | 3  | 0 | 19 | 178 | 842 | −664 | 1  | 13  |

### Girone C
| 4-10-2009 | 1ª/12ª giornata               | 17-1-2010 |
| --------- | ----------------------------- | --------- |
| 5-18      | Belluno - CUS Padova          | 5-31      |
| 10-10     | Valsugana - Casale            | 7-38      |
| 24-20     | Villadose - Ruggers Tarvisium | 27-10     |
| 18-20     | Paese - Roccia Rubano         | 14-22     |
| 34-15     | Montebelluna - Feltre         | 16-11     |
| 10-29     | Bassano - Valpolicella        | 21-26     |

| 25-10-2009 | 4ª/15ª giornata            | 21-2-2010 |
| ---------- | -------------------------- | --------- |
| 62-12      | Valpolicella - Belluno     | 44-13     |
| 21-25      | Roccia Rubano - CUS Padova | 22-5      |
| 24-18      | Bassano - Valsugana        | 17-10     |
| 20-22      | Feltre - Villadose         | 12-50     |
| 14-9       | Casale - Montebelluna      | 16-21     |
| 14-25      | Ruggers Tarvisium - Paese  | 8-29      |

| 29-11-2009 | 7ª/18ª giornata              | 11-4-2010 |
| ---------- | ---------------------------- | --------- |
| 6-3        | Belluno - Valsugana          | 23-27     |
| 17-11      | CUS Padova - Casale          | 9-12      |
| 16-8       | Montebelluna - Villadose     | 0-24      |
| 20-3       | Paese - Bassano              | 27-18     |
| 31-10      | Valpolicella - Feltre        | 36-8      |
| 16-18      | Roccia Rubano - R. Tarvisium | 17-15     |

| 20-12-2009 | 10ª/21ª giornata           | 2-5-2010 |
| ---------- | -------------------------- | -------- |
| 20-12      | Montebelluna - Belluno     | 15-18    |
| 8-10       | Paese - CUS Padova         | 3-31     |
| 0-13       | Valsugana - Roccia Rubano  | 7-31     |
| 13-13      | Villadose - Valpolicella   | 20-26    |
| 13-16      | Bassano - Casale           | 6-24     |
| 17-20      | Feltre - Ruggers Tarvisium | 21-8     |

| 11-10-2009 | 2ª/13ª giornata              | 24-1-2010 |
| ---------- | ---------------------------- | --------- |
| 22-0       | Ruggers Tarvisium - Belluno  | 24-31     |
| 44-8       | CUS Padova - Valsugana       | 28-11     |
| 0-12       | Casale - Villadose           | 6-13      |
| 38-3       | Valpolicella - Paese         | 30-9      |
| 17-10      | Roccia Rubano - Montebelluna | 11-9      |
| 19-18      | Feltre - Bassano             | 9-15      |

| 1-11-2009 | 5ª/16ª giornata                | 7-3-2010 |
| --------- | ------------------------------ | -------- |
| 25-26     | Belluno - Casale               | 0-22     |
| 18-12     | CUS Padova - Ruggers Tarvisium | 34-10    |
| 24-20     | Valsugana - Villadose          | 0-32     |
| 34-7      | Paese - Feltre                 | 19-9     |
| 15-18     | Montebelluna - Bassano         | 3-11     |
| 28-18     | Valpolicella - Roccia Rubano   | 12-19    |

| 6-12-2009 | 8ª/19ª giornata             | 18-4-2010 |
| --------- | --------------------------- | --------- |
| 10-10     | Feltre - Belluno            | 10-28     |
| 10-15     | Montebelluna - CUS Padova   | 5-51      |
| 13-36     | Valsugana - Paese           | 11-40     |
| 13-32     | Villadose - Roccia Rubano   | 20-23     |
| 13-23     | Casale - Valpolicella       | 10-34     |
| 32-22     | Bassano - Ruggers Tarvisium | 5-10      |

| 10-1-2010 | 11ª/22ª giornata              | 9-5-2010 |
| --------- | ----------------------------- | -------- |
| 17-13     | Belluno - Paese               | 24-22    |
| 5-15      | CUS Padova - Villadose        | 22-26    |
| 19-9      | Ruggers Tarvisium - Valsugana | 13-10    |
| 31-11     | Casale - Feltre               | 12-3     |
| 16-13     | Valpolicella - Montebelluna   | 21-11    |
| 15-14     | Roccia Rubano - Bassano       | 32-15    |

| 18-10-2009 | 3ª/14ª giornata                  | 31-1-2010 |
| ---------- | -------------------------------- | --------- |
| 19-23      | Belluno - Roccia Rubano          | 13-38     |
| 7-13       | CUS Padova - Valpolicella        | 0-7       |
| 19-13      | Valsugana - Feltre               | 18-16     |
| 15-8       | Villadose - Bassano              | 13-9      |
| 18-15      | Paese - Casale                   | 7-14      |
| 6-21       | Montebelluna - Ruggers Tarvisium | 14-21     |

| 8-11-2009 | 6ª/17ª giornata                  | 28-3-2010 |
| --------- | -------------------------------- | --------- |
| 21-7      | Bassano - Belluno                | 10-30     |
| 8-32      | Feltre - CUS Padova              | 5-31      |
| 30-22     | Valsugana - Montebelluna         | 14-25     |
| 8-17      | Villadose - Paese                | 18-13     |
| 31-6      | Casale - Roccia Rubano           | 3-31      |
| 10-23     | Ruggers Tarvisium - Valpolicella | 8-36      |

| 13-12-2009 | 9ª/20ª giornata            | 25-4-2010 |
| ---------- | -------------------------- | --------- |
| 22-31      | Belluno - Villadose        | 24-31     |
| 37-6       | CUS Padova - Bassano       | 27-12     |
| 36-12      | Valpolicella - Valsugana   | -         |
| 12-29      | Ruggers Tarvisium - Casale | 20-23     |
| 37-20      | Paese - Montebelluna       | 18-13     |
| 27-6       | Roccia Rubano - Feltre     | 31-3      |

#### Classifica
|  |     | Squadra       | G  | V  | N | P  | PF  | PS  | P±   | B  | Pt |
|  | --- | ------------- | -- | -- | - | -- | --- | --- | ---- | -- | -- |
|  | 1.  | Valpolicella  | 21 | 19 | 1 | 1  | 573 | 241 | 332  | 12 | 90 |
|  | 2.  | Roccia Rubano | 22 | 18 | 0 | 4  | 485 | 298 | 187  | 9  | 81 |
|  | 3.  | CUS Padova    | 22 | 16 | 0 | 6  | 497 | 235 | 262  | 15 | 79 |
|  | 4.  | Villadose     | 22 | 15 | 1 | 6  | 455 | 322 | 133  | 5  | 67 |
|  | 5.  | Casale        | 22 | 13 | 1 | 8  | 376 | 307 | 69   | 9  | 63 |
|  | 6.  | Paese         | 22 | 12 | 0 | 10 | 430 | 363 | 67   | 12 | 60 |
|  | 7.  | Tarvisium     | 22 | 8  | 0 | 14 | 337 | 446 | −109 | 5  | 37 |
|  | 8.  | Belluno       | 22 | 7  | 1 | 14 | 345 | 512 | −167 | 7  | 37 |
|  | 9.  | Bassano       | 22 | 7  | 0 | 15 | 306 | 424 | −118 | 8  | 36 |
|  | 10. | Montebelluna  | 22 | 6  | 0 | 16 | 307 | 419 | −112 | 9  | 33 |
|  | 11. | Valsugana     | 21 | 5  | 1 | 15 | 267 | 506 | −239 | 5  | 27 |
|  | 12. | Feltre        | 22 | 2  | 1 | 19 | 243 | 542 | −299 | 6  | 16 |

### Girone D
| 4-10-2009 | 1ª/12ª giornata                 | 17-1-2010 |
| --------- | ------------------------------- | --------- |
| 35-7      | Avezzano Accademia - Am. Napoli | 32-14     |
| 37-20     | Segni - Frascati                | 22-8      |
| 10-11     | Milazzo - Primavera Rugby       | 14-21     |
| 3-5       | Salento 12 - Colleferro         | 11-18     |
| 16-26     | CUS Roma - Avezzano Rugby       | 14-33     |
| 12-19     | Partenope - Palermo 2005        | 8-17      |

| 25-10-2009 | 4ª/15ª giornata              | 21-2-2010 |
| ---------- | ---------------------------- | --------- |
| 36-11      | Palermo 2005 - Avezzano Acc. | 23-11     |
| 48-0       | Colleferro - Am. Napoli      | 33-13     |
| 15-16      | Partenope - Segni            | 10-11     |
| 49-22      | Avezzano Rugby - Milazzo     | 22-13     |
| 10-7       | Frascati - CUS Roma          | 17-20     |
| 0-16       | Primavera Rugby - Salento 12 | 14-20     |

| 29-11-2009 | 7ª/18ª giornata               | 11-4-2010 |
| ---------- | ----------------------------- | --------- |
| 11-29      | Avezzano Accademia - Segni    | 6-64      |
| 7-48       | Am. Napoli - Frascati         | 8-46      |
| 40-7       | CUS Roma - Milazzo            | 10-10     |
| 0-48       | Salento - Partenope           | 17-20     |
| 19-5       | Palermo 2005 - Avezzano Rugby | 6-21      |
| 30-0       | Colleferro - Primavera Rugby  | 20-22     |

| 20-12-2009 | 10ª/21ª giornata              | 2-5-2010 |
| ---------- | ----------------------------- | -------- |
| 41-7       | Avezzano R. - Primavera Rugby | 26-55    |
| 17-7       | Partenope - Frascati          | 16-26    |
| 0-27       | Milazzo - Palermo 2005        | 11-30    |
| 16-11      | Segni - Colleferro            | 17-9     |
| 30-3       | Salento 12 - Am. Napoli       | 42-22    |
| 29-13      | CUS Roma - Avezzano Accademia | 21-23    |

| 11-10-2009 | 2ª/13ª giornata              | 24-1-2010 |
| ---------- | ---------------------------- | --------- |
| 0-27       | Primavera R. - Avezzano Acc. | 20-41     |
| 0-46       | Am. Napoli - Segni           | 6-55      |
| 50-7       | Frascati - Milazzo           | 43-27     |
| 18-7       | Palermo 2005 - Salento 12    | 31-21     |
| 10-0       | Colleferro - CUS Roma        | 7-14      |
| 41-15      | Avezzano Rugby - Partenope   | 28-22     |

| 1-11-2009 | 5ª/16ª giornata               | 7-3-2010 |
| --------- | ----------------------------- | -------- |
| 12-33     | Avezzano Accademia - Frascati | 0-49     |
| 15-30     | Am. Napoli - Primavera Rugby  | 13-35    |
| 64-5      | Segni - Milazzo               | 24-5     |
| 3-35      | Salento 12 - Avezzano Rugby   | 15-30    |
| 21-10     | CUS Roma - Partenope          | 6-13     |
| 20-7      | Palermo 2005 - Colleferro     | 19-10    |

| 6-12-2009 | 8ª/19ª giornata             | 18-4-2010 |
| --------- | --------------------------- | --------- |
| 26-7      | Avezzano R. - Avezzano Acc. | 25-12     |
| 36-10     | CUS Roma - Am. Napoli       | 13-13     |
| 59-8      | Segni - Salento 12          | 28-10     |
| 6-28      | Milazzo - Colleferro        | 5-42      |
| 15-3      | Frascati - Palermo 2005     | 16-6      |
| 48-3      | Partenope - Primavera Rugby | 17-22     |

| 10-1-2010 | 11ª/22ª giornata                | 9-5-2010 |
| --------- | ------------------------------- | -------- |
| 27-22     | Avezzano Accademia - Salento 12 | 14-25    |
| 7-30      | Am. Napoli - Milazzo            | 15-52    |
| 7-29      | Primavera Rugby - Segni         | 5-76     |
| 32-5      | Frascati - Ludom Avezzano       | 20-17    |
| 16-12     | Palermo 2005 - CUS Roma         | 26-29    |
| 3-3       | Colleferro - Partenope          | 14-28    |

| 18-10-2009 | 3ª/14ª giornata            | 31-1-2010 |
| ---------- | -------------------------- | --------- |
| 27-30      | Avezzano Acc. - Colleferro | 6-20      |
| 0-53       | Am. Napoli - Palermo 2005  | 8-30      |
| 34-12      | Segni - Avezzano Rugby     | 5-12      |
| 8-5        | Milazzo - Partenope        | 3-86      |
| 13-29      | Salento 12 - Frascati      | 5-35      |
| 32-0       | CUS Roma - Primavera Rugby | 11-9      |

| 8-11-2009 | 6ª/17ª giornata                | 28-3-2010     |
| --------- | ------------------------------ | ------------- |
| 21-16     | Partenope - Avezzano Accademia | 10-10         |
| 55-5      | Avezzano Rugby - Am. Napoli    | 48-0          |
| 19-13     | Segni - CUS Roma               | 32-0          |
| 6-0       | Milazzo - Salento 12           | 8-30          |
| 28-20     | Frascati - Colleferro          | 22-21         |
| 0-36      | Primavera Rugby - Palermo 2005 | 0-20 (a tav.) |

| 13-12-2009 | 9ª/20ª giornata              | 25-4-2010 |
| ---------- | ---------------------------- | --------- |
| 27-7       | Avezzano Accademia - Milazzo | 3-18      |
| 0-42       | Am. Napoli - Partenope       | 9-37      |
| 10-11      | Palermo 2005 - Segni         | 7-31      |
| 6-53       | Primavera Rugby - Frascati   | 0-31      |
| 22-26      | Salento 12 - CUS Roma        | 22-41     |
| 3-21       | Colleferro - Ludom Avezzano  | 10-31     |

#### Classifica
|  |     | Squadra            | G  | V  | N | P  | PF  | PS  | P±   | B  | Pt  |
|  | --- | ------------------ | -- | -- | - | -- | --- | --- | ---- | -- | --- |
|  | 1.  | Segni              | 22 | 21 | 0 | 1  | 725 | 190 | 535  | 16 | 100 |
|  | 2.  | Frascati           | 22 | 18 | 0 | 4  | 638 | 276 | 362  | 14 | 86  |
|  | 3.  | Avezzano           | 22 | 18 | 0 | 4  | 638 | 306 | 332  | 14 | 86  |
|  | 4.  | Palermo            | 22 | 16 | 0 | 6  | 472 | 246 | 226  | 10 | 74  |
|  | 5.  | CUS Roma           | 22 | 11 | 2 | 9  | 411 | 348 | 63   | 12 | 60  |
|  | 6.  | Partenope          | 22 | 10 | 2 | 10 | 503 | 297 | 206  | 12 | 56  |
|  | 7.  | Colleferro         | 22 | 10 | 1 | 11 | 399 | 312 | 87   | 8  | 50  |
|  | 8.  | Avezzano Accademia | 22 | 7  | 1 | 14 | 371 | 529 | −158 | 8  | 38  |
|  | 9.  | Trepuzzi           | 22 | 6  | 0 | 16 | 342 | 517 | −175 | 10 | 34  |
|  | 10. | Primavera          | 22 | 6  | 0 | 16 | 238 | 655 | −417 | 0  | 24  |
|  | 11. | Milazzo            | 22 | 5  | 1 | 16 | 274 | 634 | −360 | 0  | 22  |
|  | 12. | Amatori Napoli     | 22 | 0  | 1 | 21 | 175 | 876 | −701 | 0  | 2   |

## Play-off promozione

### Andata
| 23 maggio 2010 | Roccia Rubano | 21 – 11 | Segni |  |

| 23 maggio 2010 | Reggio Emilia | 27 – 12 | Grande Milano |  |

| 23 maggio 2010 | Frascati | 16 – 20 | Valpolicella |  |

| 23 maggio 2010 | CUS Genova | 19 – 25 | Modena |  |

### Ritorno
| 30 maggio 2010 | Segni | 16 – 12 | Roccia Rubano |  |

| 30 maggio 2010 | Grande Milano | 31 – 24 | Reggio Emilia |  |

| 30 maggio 2010 | Valpolicella | 37 – 15 | Frascati |  |

| 30 maggio 2010 | Modena | 30 – 19 | CUS Genova |  |

## Verdetti
- Modena, Reggio Emilia, Roccia Rubano e Valpolicella promosse in serie A2.
- Amatori Napoli, Bassa Bresciana, Feltre, Firenze RC, Milazzo, Parabiago, Valsugana e Viterbo retrocesse in serie C.